# Neolasioptera apocyni
Neolasioptera apocyni är en tvåvingeart som först beskrevs av Ephraim Porter Felt 1921.  Neolasioptera apocyni ingår i släktet Neolasioptera och familjen gallmyggor.
Artens utbredningsområde är New Jersey. Inga underarter finns listade i Catalogue of Life.